# Nuvola marrone asiatica

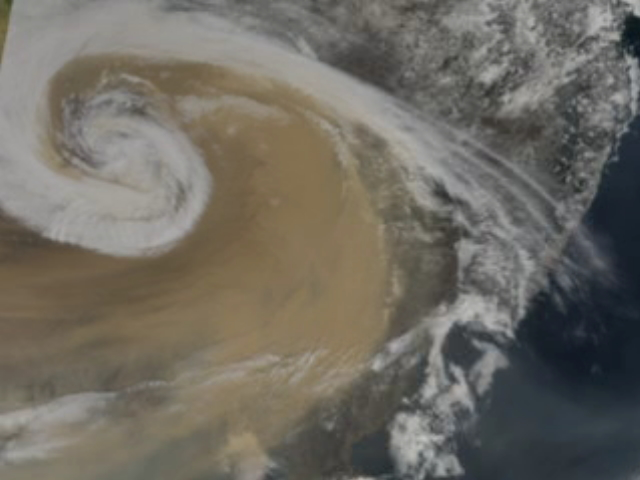
Un'immagine dal satellite della Nuvola marrone asiatica

La nuvola marrone asiatica (in inglese Asian Brown Cloud) è uno strato d'aria inquinato che copre parte del nord dell'Oceano Indiano, l'India, il Pakistan, e parte del sud dell'Asia e della Cina.

## Storia
Questo strato di inquinamento fu osservato durante l'Indian Ocean Experiment (INDOEX) nel 1999. Successivamente il Programma delle Nazioni Unite per l'Ambiente (UNEP) ha supportato un progetto chiamato ABC (ancora in corso nel 2006).

## Cause
La nuvola marrone asiatica è creata da una serie di particelle sospese nell'aria e di inquinanti derivanti dalla combustione (ad es. Incendi in legno, automobili e fabbriche), combustione di biomassa e processi industriali con combustione incompleta. La nuvola è associata al monsone invernale (da novembre / dicembre ad aprile) durante il quale non piove per lavare le sostanze inquinanti dall'aria.

## Descrizione

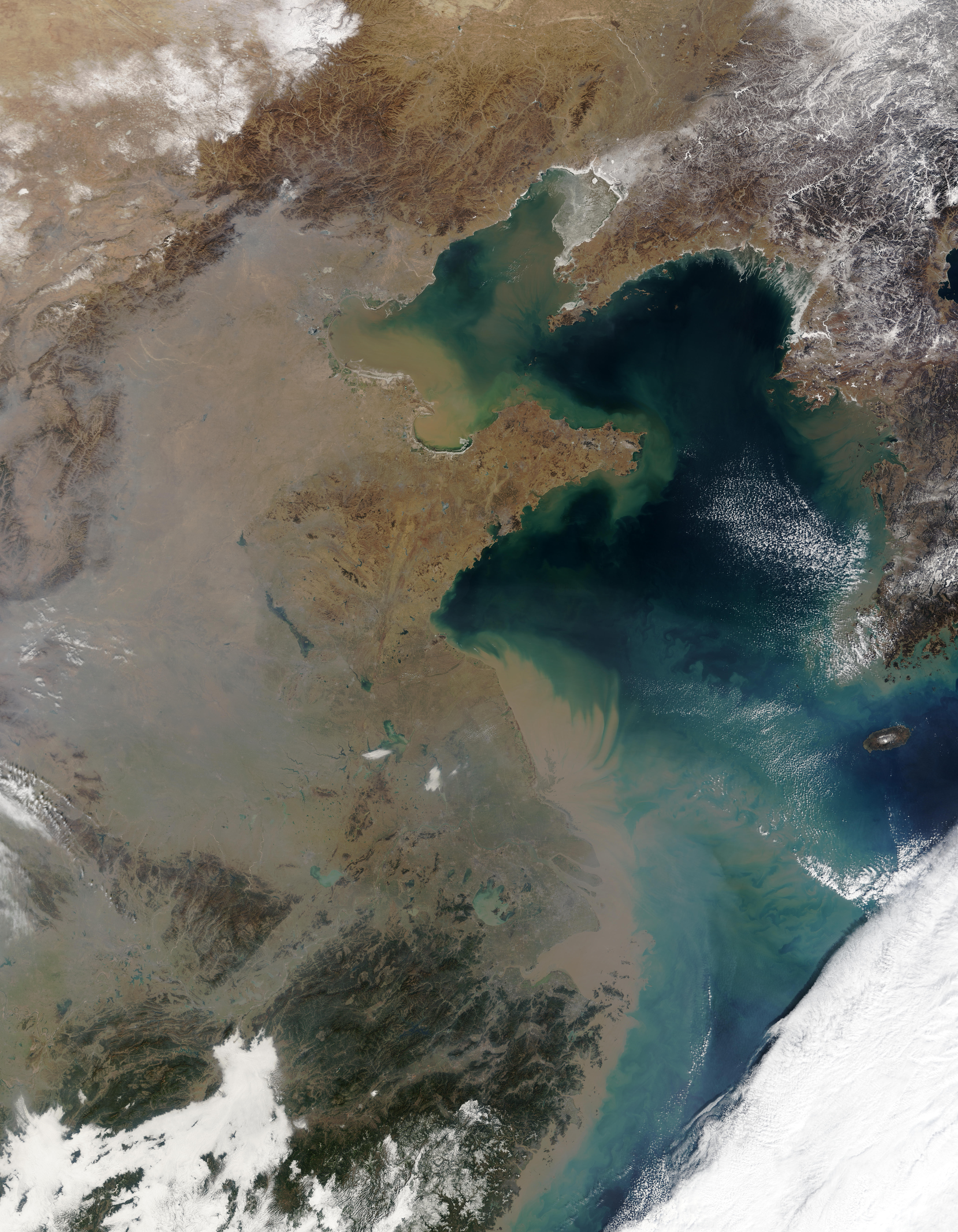

Questa grande nuvola ha uno spessore di tre chilometri e si estende su 16 milioni di km², la sua composizione è varia, presentando particelle diverse per dimensioni, peso e natura, dove le particelle pesanti rimarranno nei luoghi di produzione mentre quelle leggere potranno viaggiare per molti chilometri e quindi raggiungere Europa e Africa, motivo per cui può continuare ad accrescersi e quindi estendersi in altre regioni, notevolmente distanti dal luogo di produzione, inoltre, essa potrebbe spostarsi da un continente all'altro con conseguenze ancora non prevedibili.
Essa, provoca una riduzione dell'irraggiamento solare con gravi conseguenze sui raccolti, inoltre, ha anche un'influenza sui monsoni, motivo per cui alcune regioni sono sottoposte a piogge molto intense mentre altre a lunghi periodi di siccità.

## Osservazioni
Questo strato di inquinamento è stato osservato durante l'osservazione intensiva sul campo dell'esperimento dell'Oceano Indiano (INDOEX) nel 1999 e descritto nello studio di valutazione dell'impatto dell'UNEP pubblicato nel 2002. Gli scienziati in India hanno affermato che la nuvola asiatica marrone non è qualcosa di specifico per l'Asia. Successivamente, quando il Programma delle Nazioni Unite per l'ambiente (UNEP) ha organizzato un progetto internazionale di follow-up, l'argomento di studio è stato ribattezzato Atmosferica Brown Cloud con focus sull'Asia.
Il cloud è stato segnalato anche dalla NASA nel 2004 e nel 2007.
Sebbene le particelle di aerosol siano generalmente associate a un effetto di raffreddamento globale, recenti studi hanno dimostrato che possono effettivamente avere un effetto di riscaldamento in alcune regioni come l'Himalaya.

## Impatti ecologici

### Problemi di salute
Un impatto importante è sulla salute. Uno studio del 2002 ha indicato che circa due milioni di persone muoiono ogni anno, nella sola Asia, a causa delle condizioni legate alla nuvola marrone.

### Tempo regionale
Un secondo studio di valutazione è stato pubblicato nel 2008. Ha messo in evidenza le preoccupazioni regionali riguardanti:
- Cambiamenti del modello delle piogge con il monsone asiatico, nonché un ritardo dell'inizio del monsone asiatico, di diverse settimane. Il monsone indiano indebolito osservato e in Cina la siccità settentrionale e le inondazioni meridionali sono influenzate dalle nuvole.
- Aumento di precipitazioni nel corso degli australiani Top End e Kimberley regioni. Uno studio CSIRO ha scoperto che spostando l'equatore termico verso sud attraverso il raffreddamento dell'aria sopra l'Asia orientale, il monsone che porta la maggior parte della pioggia in queste regioni è stato intensificato e spostato verso sud.
- Ritirata dell'Hindu Kush: ghiacciai dell'Himalaya e impacchi di neve. La causa è attribuita all'aumento delle temperature dell'aria che sono più pronunciate nelle regioni elevate, a un effetto di riscaldamento combinato dei gas a effetto serra e della nuvola marrone asiatica. Anche la deposizione di carbonio nero riduce il riflesso e aggrava la ritirata. Lo scioglimento glaciale asiatico potrebbe portare a carenze idriche e alluvioni per le centinaia di milioni di persone che vivono a valle.
- Diminuzione dei raccolti. Concentrazioni elevate di ozono superficiale possono influire negativamente sui raccolti. L'impatto è specifico per il raccolto.

### Intensità del ciclone del Mar Arabico
Uno studio del 2011 ha scoperto che l'inquinamento sta rendendo i cicloni del Mar Arabico più intensi poiché le nuvole marroni atmosferiche hanno prodotto modelli di vento indebolenti che impediscono ai modelli di taglio del vento che storicamente hanno proibito ai cicloni nel Mar Arabico di diventare grandi tempeste. Questo fenomeno è stato ritenuto responsabile della formazione di tempeste più forti nel 2007 e nel 2010, che sono state le prime tempeste registrate ad entrare nel Golfo dell'Oman.

### Riscaldamento globale e attenuazione
Il rapporto del 2008 ha anche affrontato la preoccupazione globale del riscaldamento e ha concluso che le nuvole marroni hanno mascherato dal 20 all'80 percento di forzanti di gas serra nel secolo scorso. Il rapporto suggerisce che le normative sull'inquinamento atmosferico possono avere grandi effetti di amplificazione sul riscaldamento globale.
Un altro impatto importante è sulle calotte polari. Il carbonio nero (fuliggine) nella nuvola marrone asiatica potrebbe riflettere la luce solare e oscurare la Terra sottostante, ma sta riscaldando altri luoghi assorbendo le radiazioni in arrivo e riscaldando l'atmosfera e qualunque cosa tocchi. Il carbonio nero è tre volte più efficace dell'anidride carbonica allo scioglimento del ghiaccio polare e della neve. Il carbonio nero nella neve provoca circa tre volte il cambiamento di temperatura come biossido di carbonio nell'atmosfera. Sulla neve, anche a concentrazioni inferiori a cinque parti per miliardo, il carbonio scuro provoca lo scioglimento e può essere responsabile fino al 94 percento del riscaldamento dell'Artico.